# 專門學校東京廣播學院
專門學校東京廣播學院是一所隸屬於學校法人東放學園的專門學校，其校舍位於日本東京都的中野區及新宿區。
該校主要培育聲優、演員、搞笑藝人、主播與播報員，有大量校友活躍於聲優業界；校內教學設備充裕，擁有錄音室、廣播電台及各式表演舞台，並使用與業界相同等級的器材。

## 沿革
- 1971年 - 株式會社東京放送教育事業本部設立東京廣播學院。
- 1972年 - 株式會社東京放送教育事業本部解散，原教育事業由新設立的東放學園繼承。
- 1984年 - 改制為專門學校獲得認可，同時更名為專門學校東京廣播學院。
- 2014年 - 新宿研究所完成。

## 設置學科
- 廣播科
- 放送聲優科
- 演技科
- 藝能綜藝科
- 舞蹈表演科

## 交通資訊
專門學校東京廣播學院本部
東京都中野區彌生町1-38-3
專門學校東京廣播學院新宿研究所
東京都新宿區西新宿4-5-2

## 外部連結
- 專門學校東京廣播學院官方網站 （页面存档备份，存于）
- 專門學校東京廣播學院的X（前Twitter）